# P&O Ferries

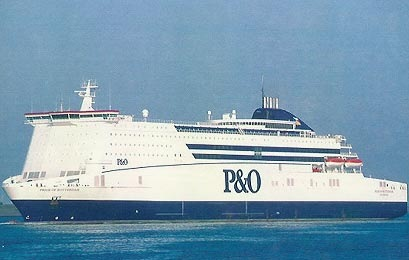
Паром «Pride of Rotterdam»

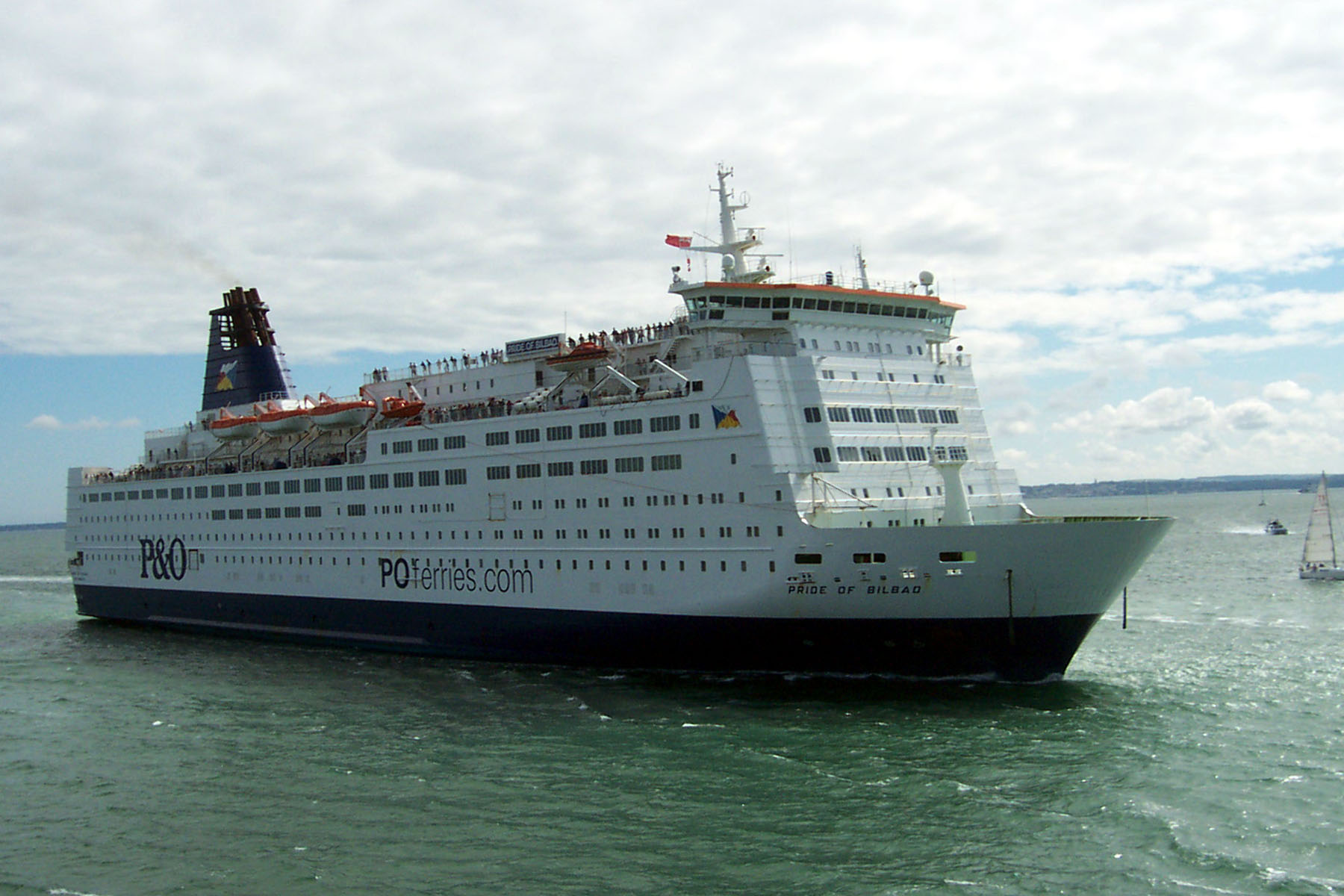
Паром «Pride of Bilbao»

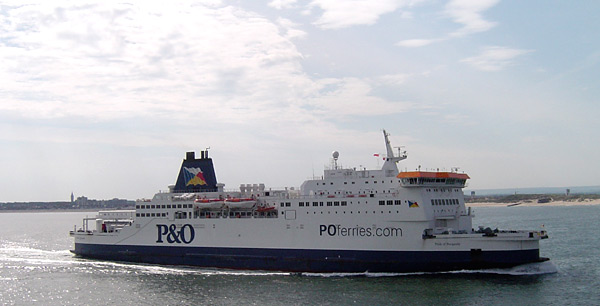
Паром «Pride of Burgundy»

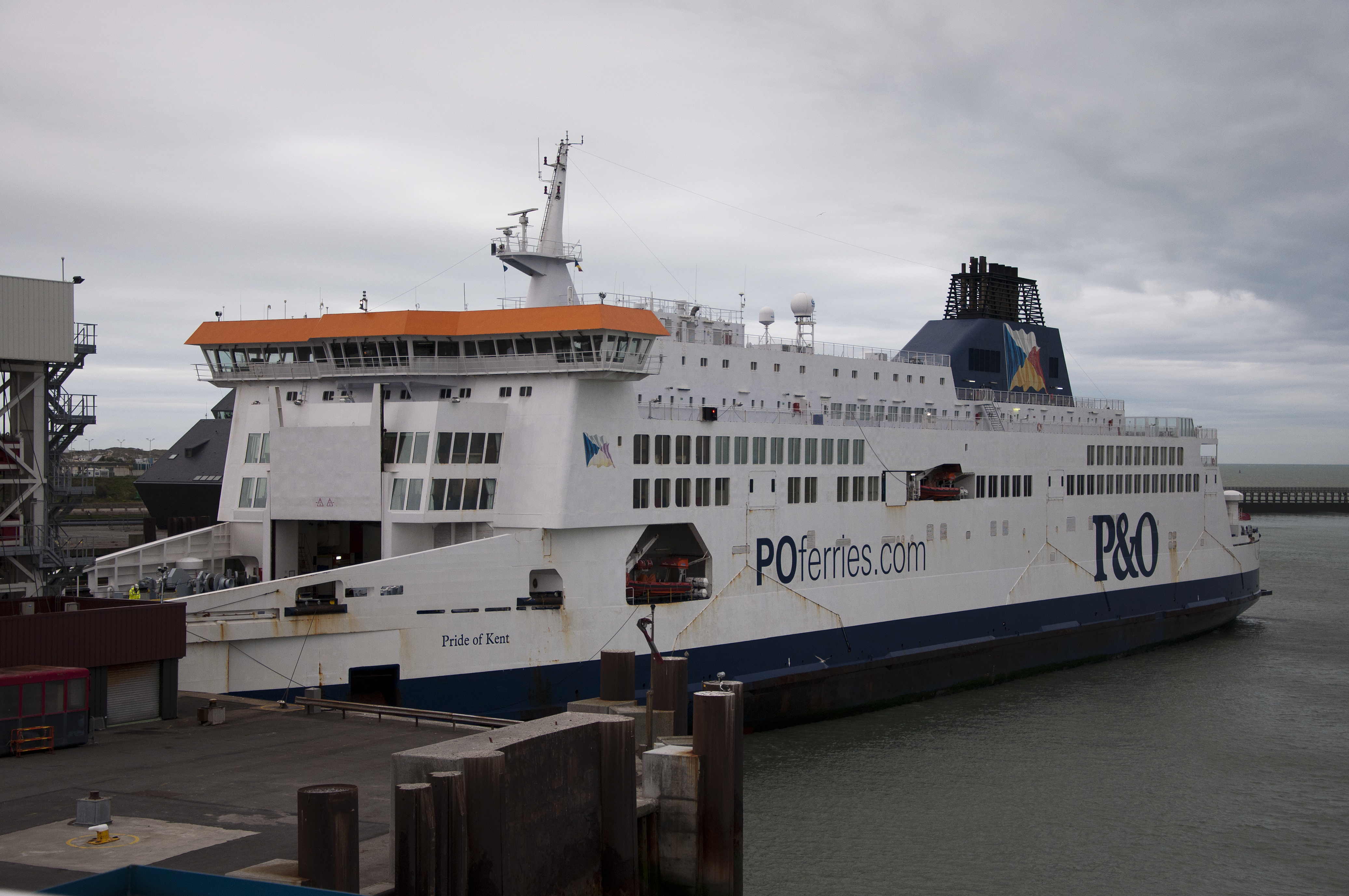
Паром «Pride of Kent»

P&O Ferries — британский судоходный оператор, объединяющий в группу компании и совместные предприятия, предоставляющие услуги по морским перевозкам в Великобритании, Ирландии, Франции, Бельгии и Испании. В разное время дочерние компании оператора носили следующие имена: P&O European Ferries, P&O Portsmouth, P&O North Sea Ferries, P&O Irish Sea и P&O Stena Line.

## География деятельности
Сфера интересов P&O Ferries распространяется на пять районов: Дувр, Портсмут, Саутгемптон, в Ирландское и Северном моря.

## История
Компания основана в Великобритании в конце 1960-х годов и первоначально занималась паромными перевозками в проливе Ла-Манш и Северном море. В 1986 году компания приобрела 50,01 % акций European Ferries. В 1987 году последовала покупка оставшихся акций European Ferries Group.
В 1996 году группа P&O European Ferries была разделена на три подразделения: P&O Portsmouth, P&O North Sea и на совместное с группой Stena AB предприятие P&O Stena Line. В апреле 2002 г. P&O объявила о намерении приобрести 40 % акций Stena Line в данной совместной компании. Покупка была завершена в августе и в октябре 2002 года. Портовые операции в Портсмуте и Северном море были объединены с деятельностью P&O в Дувре для создания P&O Ferries Ltd.
В 2004 году P&O Ferries Ltd провела оптимизацию своей деятельности и объявила о закрытии нескольких маршрутов из Портсмута, оставив действующим только Портсмут—Бильбао. Сокращения произошли из-за начавшейся экспансии low-cost-авиаперевозчиков и увеличившейся пропускной способности Евротоннеля под Ла-Маншем, создавших альтернативу паромным перевозкам.
15 января 2010 года P&O Ferries объявила о закрытии морской линии Портсмут—Бильбао.
17 марта 2022 года P&O Ferries объявило о роспуске/уволнение 800 сотрудников экипажа.